# جمعية لكصر
الجمعية الثقافية و الرياضية للكصر نادي كرة قدم موريتاني، تأسس عام 1978 بنواكشوط وينشط في الدوري الموريتاني الممتاز.

## بطولات الفريق
- الدوري الموريتاني الممتاز

البطل (5) : 1983, 1985, 1992, 1993, 2004
- كأس رئيس الجمهورية

البطل (3) : 1979, 1993, 1994
- الكأس الممتازة الموريتانية

البطل (1) : 2014